# Заречье (Гулёвское сельское поселение)
Заречье — опустевший поселок на левом берегу реки Туросна в Клинцовском районе Брянской области, в составе Гулёвского сельского поселения.

## География
Находится в западной части Брянской области на расстоянии приблизительно 8 км на юг по прямой от железнодорожного вокзала станции Клинцы, прилегая с юга к селу Туросна.

## История
Известен с 1920-х годов. Работал колхоз «Красное Заречье».

## Население
Численность населения: 180 человек (1926), 5 человек (2002), 0 (2010), 0 человек (2013), 1 человек (2016).
Будет упразднен как фактически не существующий в связи с переселением всех жителей на постоянное место жительства в другие населённые пункты.